# Vie Cave
Les Vie Cave (camins excavats) constitueixen una xarxa viària d'època etrusca que connecta diversos assentaments arqueològics i necròpolis d’una zona ubicada dins de la Maremma toscana.

## Morfologia i història

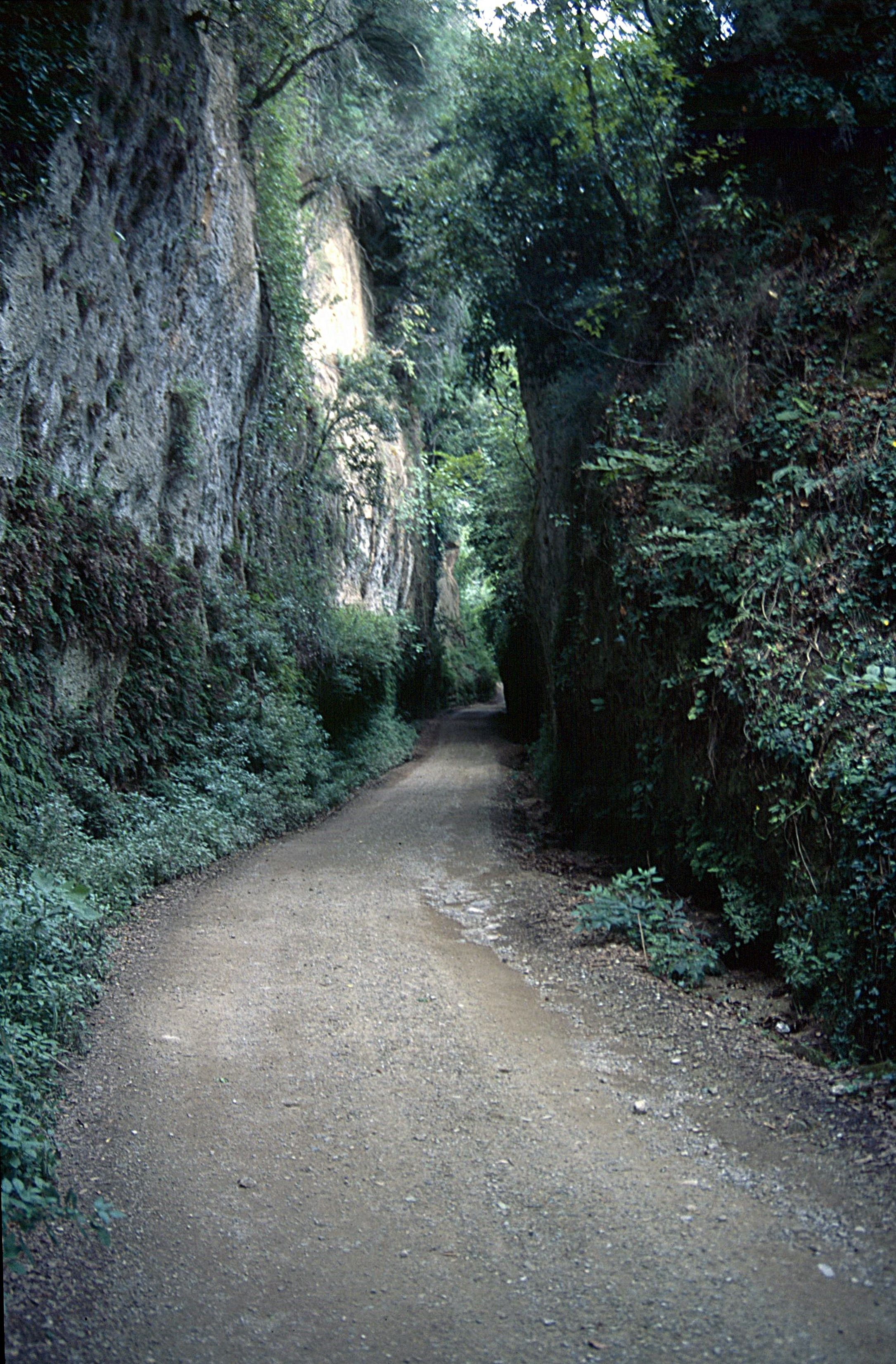
Via Cava a Sovana

Consisteixen principalment en trinxeres profundes de diferent amplada, excavades i tallades com a penya-segats verticals en diversos tipus de tuf, de vegades superant els divuit metres d’alçada. Durant el seu recorregut hi podem trobar restes de tabernacles i nínxols.
Es poden considerar les més estranyes i inexplicables restes etrusques que s’han descobert. Sobre la seva funció, diferents teories assenyalen que podien servir com a sistema de defensa contra invasors, animals salvatges, inclemències de la natura o simplement, com a xarxa viaria.

### Datació

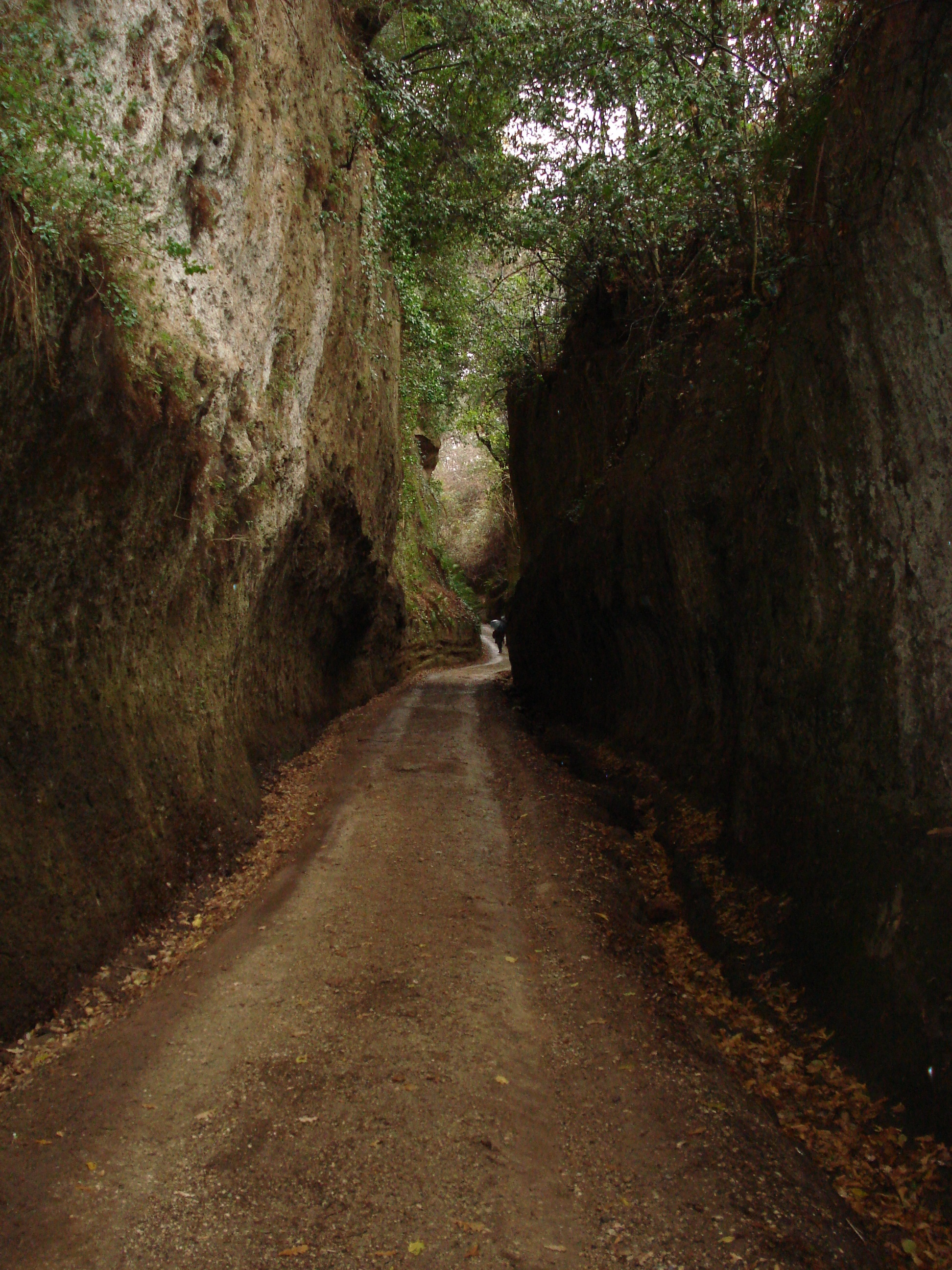
Via Cava

Tot i que sovint es daten com a tallades per civilitzacions preromanes al primer o segon mil·lenni aC, els constructors i el propòsit del sistema de camins són en gran part poc clars, i hi ha indicis que són molt més antics del que se suposa. La seva datació es dedueix principalment pels assentaments i els objectes de les tombes que surten al pas. Tanmateix aquesta datació és inexacta ja que no té en consideració l'abast de la construcció.
Un cas singular és la Via Cava del Cavone (Sovana). Es va traçar a l'època etrusca travessant una necròpolis arcaica més antiga, les tombes de la qual encara són visibles a la vora superior, sobretot en el tram inicial. La seva datació està confirmada per una inscripció etrusca, acompanyada d'una esvàstica, present a la part alta del mur esquerre, just abans de la seva sortida a l'altiplà.
A l'època romana, segments de les Vie Cave van passar a formar part d'un sistema viari que estava connectat amb el tronc principal de la Via Clòdia, una antiga carretera que unia Roma i Manciano, a través de la ciutat de Tuscania, que es bifurcava des de la carretera de Cassia al territori del Laci.

## Principals Vie Cave
- il Cavone (Sovana)
- Via Cava di San Sebastiano (Sovana)
- Via Cava di San Rocco (Sorano)
- Via Cava di Fratenuti (Pitigliano)
- Via Cava di San Giuseppe (Pitigliano)

Les Vie Cave formen part del Parco archeologico delle Citta del Tufo, territori on hi podem trobar uns vint d'aquests camins excavats.